# Esmeralda (Rubineia)
Esmeralda é um distrito do município brasileiro de Rubineia, no interior do estado de São Paulo.

## História

### Formação administrativa
- Distrito criado pela Lei n° 8.092 de 28/02/1964, com sede no povoado de igual nome e com território desmembrado do distrito de Rubineia[3][4].

## Geografia

### Demografia

#### População urbana
| Crescimento população urbana | Crescimento população urbana | Crescimento população urbana | Crescimento população urbana |
| Censo                        | Pop.                         |                              | %±                           |
| ---------------------------- | ---------------------------- | ---------------------------- | ---------------------------- |
| 1970                         | 378                          |                              | —                            |
| 1980                         | 277                          |                              | −26,7%                       |
| 1991                         | 325                          |                              | 17,3%                        |
| 2000                         | 333                          |                              | 2,5%                         |
| 2010                         | 327                          |                              | −1,8%                        |
| 2022                         | 353                          |                              | 8,0%                         |
| Fonte: IBGE e Fundação SEADE |                              |                              |                              |

#### População total
Pelo Censo 2010 (IBGE) a população total do distrito era de 436 habitantes.

### Área territorial
A área territorial do distrito é de 116,681 km².

### Rodovias
O principal acesso ao distrito é a Rodovia dos Barrageiros (SP-595).

## Serviços públicos

### Registro civil
Atualmente é feito na sede do município, pois o Cartório de Registro Civil das Pessoas Naturais do distrito foi extinto pelo  Tribunal de Justiça do Estado de São Paulo, e seu acervo foi recolhido ao cartório do distrito sede.

### Saneamento
O serviço de abastecimento de água é feito pela Companhia de Saneamento Básico do Estado de São Paulo (SABESP).

### Energia
A responsável pelo abastecimento de energia elétrica é a Neoenergia Elektro, antiga CESP.

## Atrações turísticas

### Praia de Esmeralda

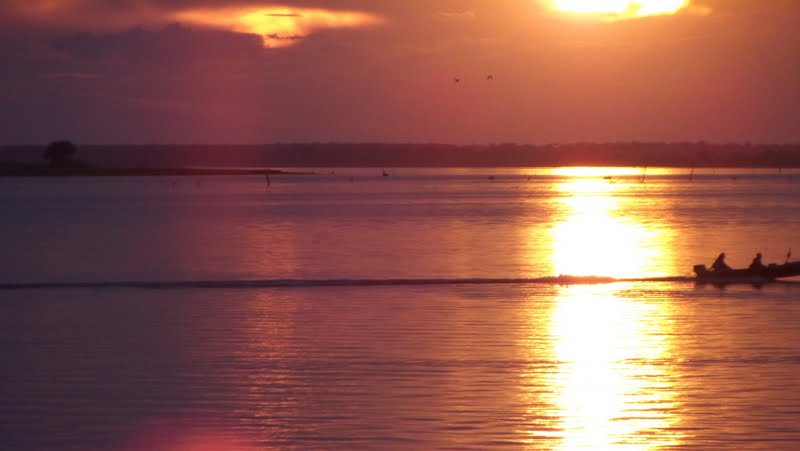
Pôr do Sol na praia de Esmeralda.

A Praia de Esmeralda é uma área de lazer com mata nativa e praia d’água doce, localizada às margens da Represa de Ilha Solteira, no Rio Paraná.
O local é dotado de quiosques com churrasqueiras, área de camping, banheiros, campo de futebol society, estacionamento, iluminação, praia d’água doce e cristalina e mata nativa.
É um local propício para banho, pesca, esportes náuticos e observação de pássaros como araras, papagaios, tuiuiús entre outros, e pequenos animais como sagui, macaco-prego, tatu-bola, gambá, e de porte maior como o Tamanduá e Capivara.

## Religião
O Cristianismo se faz presente no distrito da seguinte forma:

### Igreja Católica
- A igreja faz parte da Diocese de Jales[18].

### Igrejas Evangélicas
- Congregação Cristã no Brasil[19].